# جويل بلوك
جويل بلوك (بالإنجليزية: Joel Block)‏ هو عالم نفس أمريكي، ولد في 1943.

## وصلات خارجية
- الموقع الرسمي